# Schloss Spindlhof

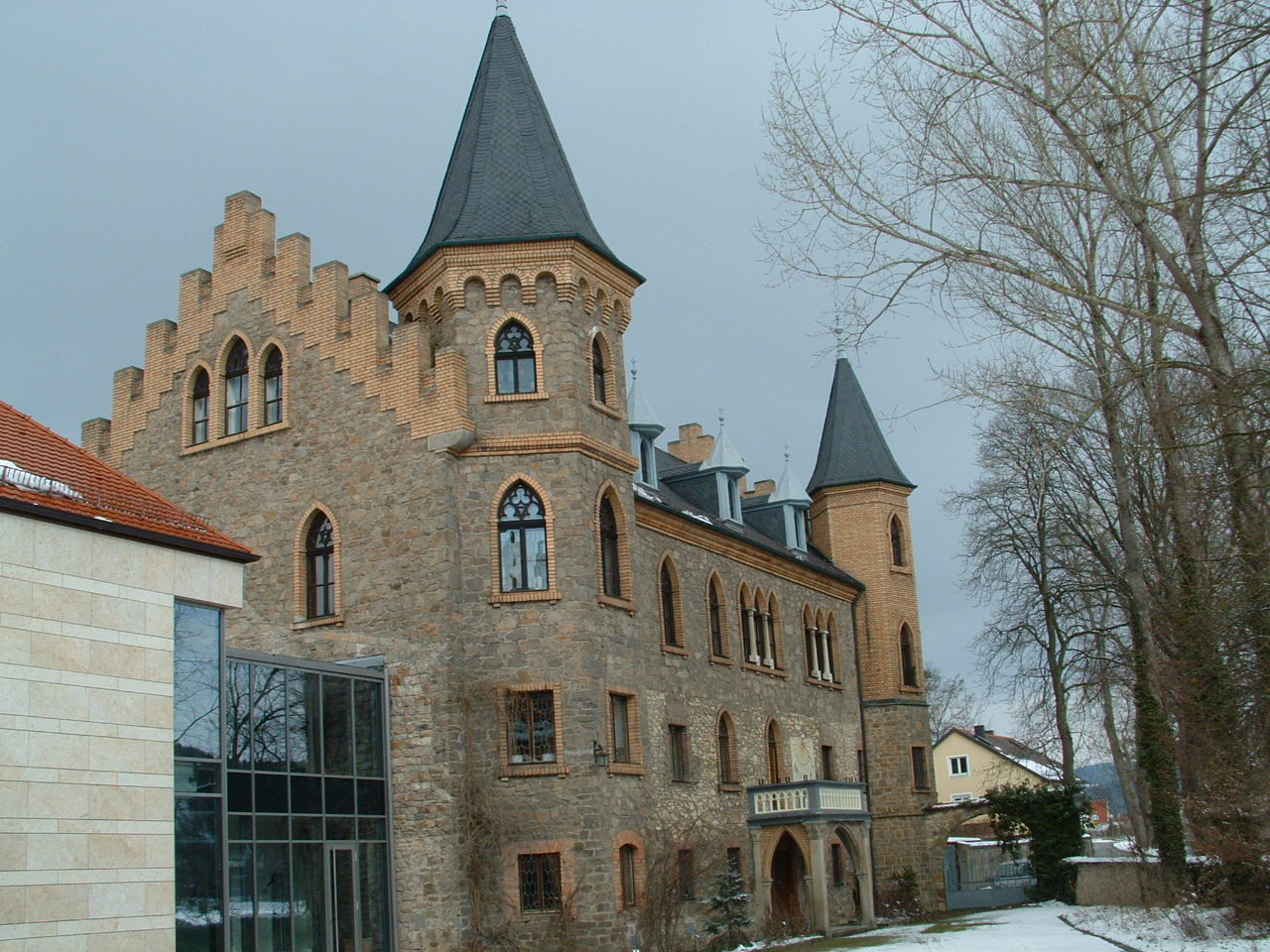
Außenansicht des ehemaligen Adelssitzes

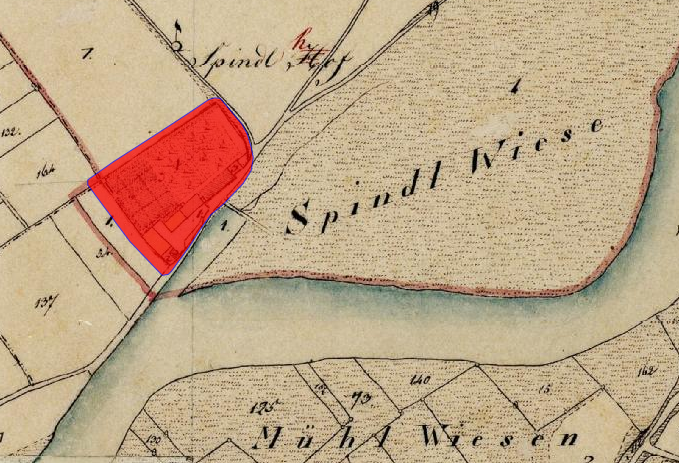
Lageplan von Schloss Spindlhof auf dem Urkataster von Bayern

Das Schloss Spindlhof liegt im Norden des Marktes Regenstauf, direkt am Nordufer des Regens. Das etwa 500 Jahre alte Anwesen erhielt im Lauf der Jahrhunderte mehrere Neu- und Zubauten und befindet sich heute im Eigentum des Bischöflichen Stuhls von Regensburg. Heute wird es als Bildungs- und Tagungshaus genutzt und steht sowohl kirchlichen als auch nicht kirchlichen Veranstaltern zur Verfügung. Spindlhof ist zugleich amtlicher Gemeindeteilname.
Die Anlage ist unter der Aktennummer D-3-75-190-58 als Baudenkmal verzeichnet. „Archäologische Befunde der frühen Neuzeit im Bereich von Schloss Spindlhof, darunter die Spuren von Vorgängerbauten, älterer Bauphasen und abgegangener Gebäude“ werden zudem als Bodendenkmal unter der Aktennummer D-3-6838-0135 geführt.

## Geschichte

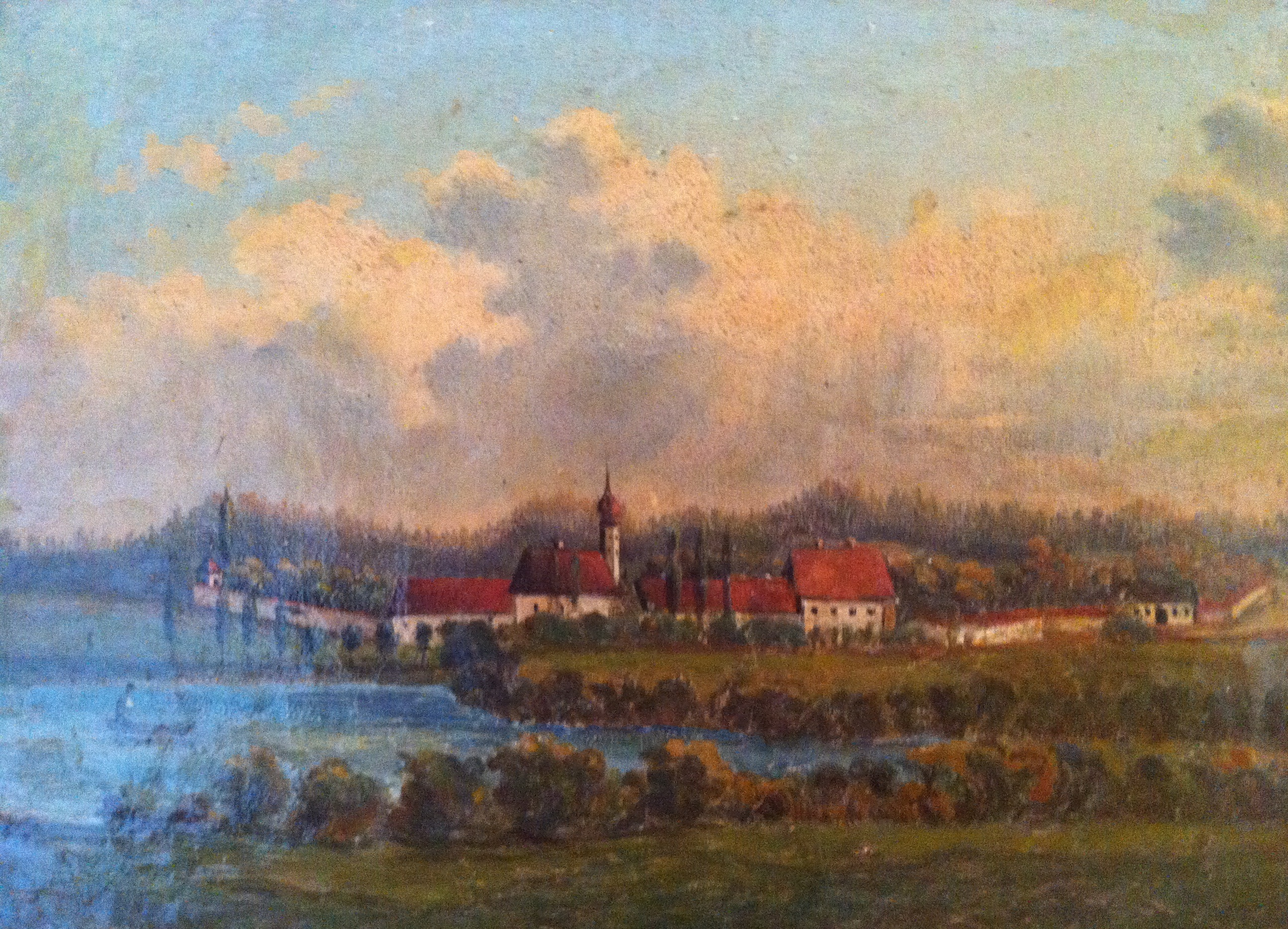
Ölgemälde des Spindlhofs, gemalt um 1800

Das Schloss Spindlhof wird 1597 das erste Mal auf einer Karte des Pflegamts Regenstauf verzeichnet. Der zu Beginn „Mühlhof“ genannte Wirtschaftsbetrieb befand sich im Besitz von Hans Spindler, der den heutigen Namen prägt. Nach der Überlassung einer Mühle im Jahr 1652 befreite der Pfalzgraf Wolfgang Wilhelm den Hof weitgehend von Steuern. 1691 erhielt der um einen Forst und mehrere Ländereien erweiterte Spindlhof, der sich im Besitz von Hans Christoph Freiherr von Diemantstein befand, die Landsassenfreiheit und stieg somit zum Adelssitz auf. Er besaß fortan das Recht auf eigene Jurisdiktion geringer Vergehen und das Jagdrecht auf Niederwild.
In der weiteren Zeit erlebte der Spindlhof eine Vielzahl an Besitzwechseln. Dabei ist besonders anzumerken, dass es sich um keinen dauerhaften Familienbesitz handelte, sondern viele adelige Freiherren das Gebäude begehrten und es zur Zeit des Besitzes nach ihren eigenen Vorstellungen ausbauen und verändern ließen. Die frühesten klerikalen Einflüsse erlebte der Spindlhof um das Jahr 1800, während es sich im Besitz des Weihbischofs Valentin Anton von Schneid befand, der angrenzend an das Hauptschloss eine Kapelle errichten ließ. Ebenfalls aus dieser Zeit stammt die erste bildliche Darstellung des Schlosses Spindlhof, auf dem das Hauptschloss samt Kapelle, Nebengebäuden und Umgrenzungsmauer zu erkennen ist.
Den größten Grundbesitz konnte das Schloss im Jahr 1918 vorweisen, als es samt 400 Hektar Land an den argentinischen Diplomaten und Flugzeugbauer Hermann von Frémery, verkauft wurde. Als die Familie Frémery 1947 nach Argentinien zurückkehrte, bot sie den Spindlhof dem damaligen Erzbischof Michael Buchberger zur Nutzung an, woraufhin er bis zum Jahr 1969 von den Mallersdorfer Schwestern mit betreut wurde. Seit 1955 befindet sich das Schloss Spindlhof im Eigentum des Bischöflichen Stuhls von Regensburg.

## Eigentümer
| Jahr      | Besitzer                        |
| --------- | ------------------------------- |
| 1570–1649 | Hans Spindler                   |
| 1649–1687 | Balthasar Praitschedel          |
| 1687–1700 | Hans Christoph von Diemantstein |
| 1700–1705 | Niklas Xaver von Erolzheim      |
| 1705–1770 | Familie von Schellerer          |
| 1770–1802 | Valentin Anton von Schneid      |
| 1802–1830 | Maria Clara von Pfetten         |
| 1830–1891 | Sigmund von Juncker-Bigatto     |
| 1891–1918 | Emil von Zakrzewsky             |
| 1918–1947 | Hermann von Frémery             |
| seit 1947 | Bischöfl. Stuhl von Regensburg  |

## Bauwerk
Das Schloss Spindlhof besteht aus sechs zusammenhängenden Gebäudekomplexen, die das Hauptschloss umrahmen. Das neugotische, 1894–1901 umgebaute Hauptschloss geht an der Nordseite des Gebäudes in den Mitte der 1950er Jahre errichteten Nordflügel über. Im Westen ist das Hauptschloss mit dem 1999 erbauten Saalbau verbunden, der in den die Schlosskapelle (1791) beherbergenden Südflügel führt, der in den 1970er Jahren fertiggestellt wurde. Darüber hinaus wurde 2004 die Albertus-Magnus-Kirche errichtet, die neben einem eigenen Zugang auch an die Schlosskapelle angebunden ist.

### Baugeschichte
Das heutige Schloss entwickelte sich aus einem Wirtschaftsbetrieb des späten 16. Jahrhunderts mit zugehöriger Mühle am Regen. Die erste umfassende Renovierung erfolgte 1687 unter dem damaligen Besitzer Hans Christoph von Diemantstein. 1791 ließ Weihbischof Valentin Anton Freiherr von Schneid südlich der Wohngebäude eine frühklassizistische Kapelle bauen, die im Patrozinium der Heiligen Familie liegt.
Nachdem der preußische Regierungsrat a. D. und Rittergutsbesitzer Emil Freiherr von Zakrzewsky das Schloss Spindlhof 1891 kaufte, begann er 1894 mit großen Umbauarbeiten, die das heutige Bild des im Tudorstil erscheinenden Schlosses prägen. Das Hauptschloss erhielt ein weiteres Stockwerk, die heutige Belétage und wurde im neugotischen Stil umgestaltet. Außerdem baute er 1902 ein Oratorium an die bestehende Kapelle an.
Nachdem das Schloss Spindlhof sich 1955 auch formell im Besitz des Bistums Regensburg befunden hatte, begann ein umfassender Umbau zu einem Priestererholungsheim. Im gleichen Jahr wurde der heutige Nordflügel als erster Wohntrakt eingeweiht. Vier Jahre später, 1959, gelang die Fertigstellung des Südflügels, der als zweiter Wohntrakt diente. Nach weiteren zwei Jahren wurde das Nebengebäude, das ehemals als Stallung diente und sich zwischen Hauptschloss und Südflügel befand, abgerissen. Der kurzzeitig durch einen Verbindungsbau belegte Abschnitt, wurde 1999 zum heutigen Saalbau umgestaltet, der das Hauptschloss mit dem Südflügel verbindet und den Eingangsbereich des Schlosses Spindlhof darstellt.
Im Jahr 2004 wurde der Bau der Albertus-Magnus-Kirche abgeschlossen, die auch baulich den modernsten Teil des Schlosses darstellt.

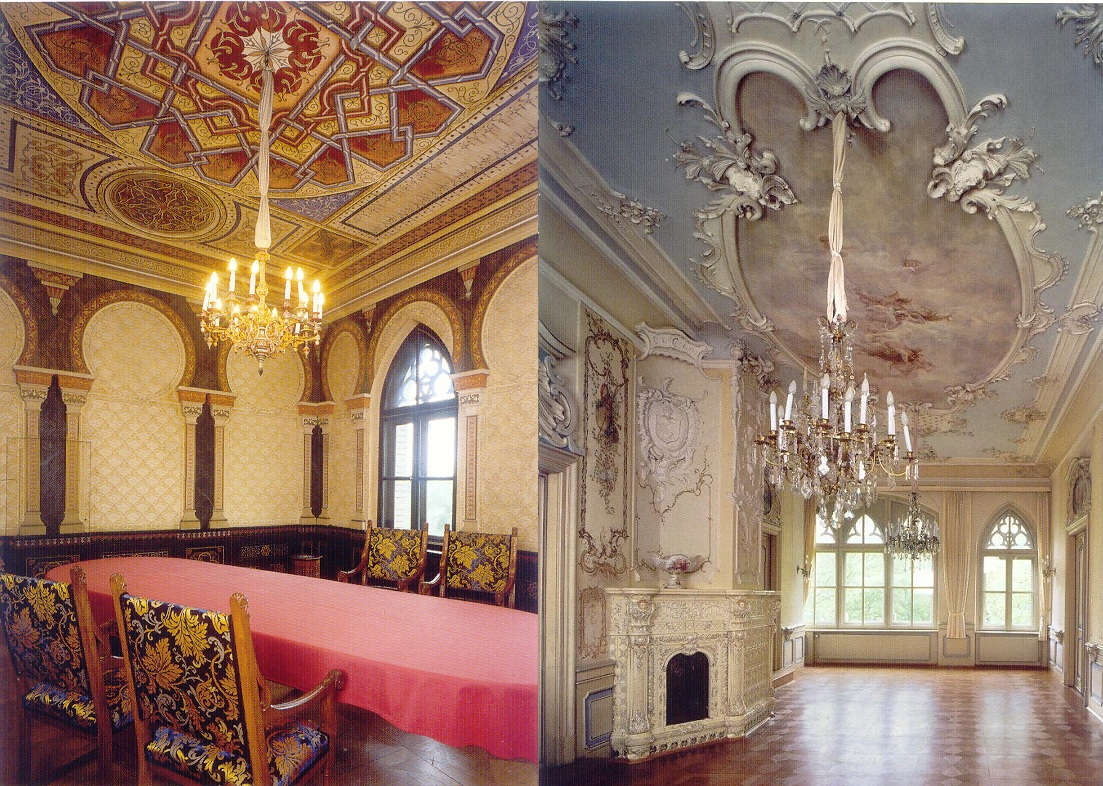
Maurischer Saal (l.) und Musiksaal (r.)

### Innenräume
Die Innenräume des Schlosses dienen heute zum größten Teil als Tagungszimmer. Der Bauhistorie von Schloss Spindlhof entsprechend gestalten sich sowohl Raumaufbau, als auch Ausstattung höchst unterschiedlich. Der größte Raum des Spindlhofs ist das sogenannte Plenum, das im Saalbau liegt und Platz für bis zu 150 Personen bietet. Im zweiten Stock des Hauptschlosses befindet sich die Belétage. Die Belétage beherbergt sieben Säle aus der Spätzeit des Historismus, die zu großen Teilen im Original erhalten sind. Die Stilrichtungen, die sich auch im Mobiliar der Säle widerspiegeln, reichen dabei vom Neorokoko über die Gotik, bis hin zu maurischen Einflüssen.
Die Zimmer des Nord- und Südflügels sind in ihrem Zweck als Gästezimmer erhalten geblieben und stehen Besuchern des Schlosses zur Verfügung.

### Kapelle
Die 1791 errichtete Schlosskapelle steht ganz im Zeichen der Heiligen Familie. Der frühklassizistische Altaraufbau thront in einem Bild das Maria und Josef mit dem siebenjährigen Jesus zeigt. Am Altar selbst befinden sich Reliquien des Heiligen Emmeram und Dionysius.
Das nachträglich von Emil von Zakrzewsky errichtete Oratorium wird heute als Beicht- und Seelsorgeraum genutzt. Der anschließende Meditationsraum ist mit einer Kalligraphie des Kalligraphen Hans Maierhofer versehen.

### Albertus-Magnus-Kirche
Die 2004 gebaute Albertus-Magnus Kirche steht im Namen des dominikanischem Gelehrten und Kirchenpatrons Albertus Magnus. Der spiralförmige (Spindlform) Innenraum bietet Platz für 100 Personen und lenkt den Fokus zum in der Spiralmitte liegenden Altar. Dieser befindet sich unter der dominierenden Lichtquelle, einer vergoldeten Deckenöffnung, die das einfallende Sonnenlicht im gesamten Raum verteilt. Hinter dem Altar befindet sich ein großes bronzenes Jesuskreuz, das Jesus sowohl als Gekreuzigten als auch als Auferstehenden zeigt.
Der Aufbau der Kirche spiegelt die vier Elemente wider, die in der farblichen und baulichen Gestaltung sowie in vielfältigen Lichtspielen zu Tage treten. Die 2004 angefertigte Orgel der Firma Schädler besteht aus zwei Manualen, 14 klingenden Registern und knapp 900 Pfeifen.

## Schlossgarten
Der Garten des Schlosses wurde 1770 erstmals wegen seiner Blumen und Kräutervielfalt sowie den über 200 Obstbäumen erwähnt. Heute erstreckt sich neben dem, das Schloss umrahmenden, Blumen- und Obstgarten auch ein gepflegtes Waldstück und mehrere Hektar bewirtschaftetes Nutzland. Außerhalb der einstigen Umfassungsmauern gehört auch der angrenzende Regen samt gegenüberliegendem Ufer zum Besitz des Schlosses.

## Heutige Nutzung
Schloss Spindlhof, das sich im Besitz des Bischöflichen Stuhls von Regensburg befindet, wird gegenwärtig als Bildungs- und Tagungsstätte genutzt. Neben einem hauseigenen Bildungsangebot, das sich mit den Bereichen Theologie, Glaube, Kultur, Politik, Wirtschaft und Gesellschaft befasst, bietet das Schloss auch nichtkirchlichen Veranstaltern seine Räumlichkeiten zur Nutzung an. Dazu zählen neben den historischen Sälen und den neueren Gästezimmern auch der schlosseigene Speisesaal, der 100 Personen fasst, oder das kleinere, 35 Personen beherbergende Stüberl.